# Aston (South Yorkshire)
Aston – wieś w Anglii, w hrabstwie ceremonialnym South Yorkshire, w dystrykcie metropolitalnym Rotherham. Leży 12 km na wschód od miasta Sheffield i 221 km na północ od Londynu. Miejscowość liczy 11 000 mieszkańców.